# Stella Miranda
Maristela Azevedo de Miranda (São Paulo, 5 de outubro de 1950) é uma atriz, diretora e jornalista brasileira. Formada em uma escola francesa de atuação, ficou conhecida por sua forte atuação e timbre vocal, especialmente nas comédias e no teatro musical, em que se tornou popular no país. Miranda é ganhadora de vários prêmios, incluindo um Prêmio Shell, um APTR e um Prêmio Governador do Estado.
Miranda fez sua estreia profissional na peça O Triste Fim de Policarpo Quaresma, em 1978, e logo depois concluiu seus estudos École Jacques Lecoq, em Paris. Ela é mais conhecida por suas participações no teatro musical, participou de inúmeros grandes espetáculos como atriz e diretora, além de escrever e produzir musicais de sucesso, ganhando alguns dos prêmios mais significativos do teatro brasileiro. Teve destaque em Ópera do Malandro (1979), O Analista de Bagé (1983), Bel Prazer (1985), Qualquer Nota (1988) e Caidaça na Fossa (1988).
Recebeu o Prêmio Shell e o Prêmio Governador do Estado por sua eleogiada interpretação como Carmem Miranda no musical South American Way (2001), em que apresentou-se internacionalmente. Na televisão, sua estreia foi em 1987 na telenovela Direito de Amar como a cantora Mignion. Destacou-se ainda em Salsa e Merengue (1996), eleita Melhor Atriz Coadjuvante no Melhores do Ano, A Lua Me Disse (2005) e Aquele Beijo (2011). No entanto, foi como a síndica Álvara no sitcom Toma Lá, Dá Cá (2007-09) que teve seu trabalho mais marcante, sendo indicada por três anos consecutivos ao Prêmio Qualidade Brasil de melhor atriz de humor.
Stella teve uma bem-sucedida dupla sertaneja nos anos 1990, conhecida como “Xicotinho e Salto Alto”, que chegou a se apresentar no exterior. Ela decidiu criar o projeto após assistir a um show de Milionário & José Rico. Originalmente, ela era Xicotinho e Vera Holtz foi a primeira Salto Alto. Quando Vera teve que se afastar, a atriz convidou Katia B, que se destacou na dupla. A dupla alcançou grande sucesso, cantando ao vivo e com músicas compostas por renomados artistas brasileiros, como Herbert Vianna e Marisa Monte. Eles chegaram a realizar um show no Tennessee (EUA) e percorreram o Brasil com apresentações para até 30 mil pessoas. Esses anos foram descritos como verdadeiramente dourados para ela.

## Início da vida
Nascida em São Paulo, em 5 de outubro de 1950, Stella Miranda é formada em jornalismo, graduando-se com seus então 23 anos. Neste período, saiu de casa e foi morar na França com o primeiro marido, Márcio Miranda. Em 1979, formou-se na École Jacques Lecoq de Paris, sendo a primeira brasileira admitida no curso de interpretação.

## Carreira

### 1978—95: Primeiros trabalhos
Stella fez sua estreia profissional em 1978, participando do grupo Companhia Tragicômica Jaz-o-Coração, em O Triste Fim de Policarpo Quaresma, adaptação de Lima Barreto pelo diretor Buza Ferraz. Deste então, Miranda passou a integrar diversos espetáculos, em sua maioria voltados para o lado cômico, como atriz e diretora, além de escrever e produzir musicais de sucessos. Em 1979, atua em A Ópera do Malandro, de Chico Buarque, com direção de Luis Antônio Martinez Corrêa e, em 1980, em As Mil e Uma Encarnações de Pompeu Loredo, de Mauro Rasi e Vicente Pereira, dirigido por Jorge Fernando. Em 1982, estreia como autora, quando criou o espetáculo As Bodas de Felissa, onde também dirigiu e encenou ao lado de Diogo Vilela, e também, nesse ano, faz sua estreia no cinema com uma participação no filme de comédia Um Casal de Três.
Em 1983, integrou o elenco de Galvez, o Imperador do Acre, de Márcio Souza e Luiz Carlos Góes, com direção de Luiz Carlos Ripper, e também substituiu um dos atores em O Analista de Bagé, de Luis Fernando Verissimo. No mesmo ano, aparece no curta-metragem No Mundo da Lua no papel de "Srª Menezes". Em 1985, em parceria com Tim Rescala, cria e interpreta Bel Prazer, que a dupla descreve como um "sarau moderno". Em 1987, com Miguel Falabella, que viria a se tornar um de seus principais parceiros de trabalho, estrela o espetáculo cômico musical Uma Noite Com Stella Miranda e Miguel Falabella, com direção de Flávio Marinho. Concomitantemente, fez sua estreia na televisão na telenovela Direito de Amar (1987), de Walther Negrão, na TV Globo, uma novela de época na qual ela interpreta a cantora "Mignon" em uma participação especial. Sua personagem é conhecida como "Fric Fric de La Fontaine", uma cantora de fachada francesa que se apresenta na Casa Barboza, fictícia na trama, e nas ruas.
Em 1988, integra o elenco do programa humorístico especial de fim de ano Grupo Escolacho, na TV Globo, projeto com texto de seu parceiro no teatro Miguel Falabella e liderado por Chico Anysio que interpretava um personagem que, ao visitar sua antiga escola no último dia de aula do ano, recorda as travessuras que fazia quando era criança. Também volta ao roteiro no teatro, dessa vez em parceria com Flávio Marinho em Qualquer Nota, que tinha Vera Holtz no elenco principal. Em 1989, destacou-se na peça Caidaça na Fossa, em que escreveu, dirigiu e protagonizou em mais uma parceria com Marinho. No mesmo ano, atua na novela Kananga do Japão, na TV Manchete, em uma participação especial interpretando a cantora Carmem Miranda.
Em 1990, com Gringo Cardia, criou e dirigiu o espetáculo ARN, e volta à TV Globo para integrar o elenco principal do seriado Delegacia de Mulheres, que acompanha a rotina de uma delegacia voltada exclusivamente à mulher, com seus problemas e a luta para defender seus direitos, onde interpreta a assistente social "Paula Pinto". Em 1993, Stella compõe a trilha sonora do espetáculo ARN 2, de Gringo Cardia. Em 1995, dirige Subversões 3 - Unplugged em parceria com Gringo Cardia, com roteiro de Aloísio de Abreu, Luiz Salém e Márcia Cabrita, além de reaparecer na televisão no episódio "A Barbada do Além" do seriado Você Decide, seriado popular da década de 1990 que tinha interação com público.

### 1996—05: Projeção nacional
Regressa às telenovelas em 1996 a convite do autor Miguel Falabella para Salsa e Merengue, trama do horário das sete da TV Globo. Na trama, interpreta a cômica fofoqueira "Maria do Socorro", típica mulher exagerada que aumenta as notícias e as levam de porta em porta. É esposa de "Candinho" (Marcos Oliveira) e mãe de "Walter" (André Gonçalves) e "Wellington" (Bruno Murtinho). Sua personagem fez sucesso entre o público e lhe valeu o troféu de Melhor Atriz Coadjuvante no Prêmio Globo de Melhores do Ano, apresentado no Domingão do Faustão.
Com a Bolsa Vitae de Artes, aprofunda seus estudos sobre a biografia de Nelson Gonçalves e, em 1996, estreia Metralha, para o qual assina o texto e a direção, com Diogo Vilela no papel principal. O crítico Macksen Luiz observa que o texto não explora profundamente a personalidade de Nelson, tratando sua vida pessoal de forma esquemática e focando mais nas músicas que ele cantou ao longo da carreira. Segundo ele, a peça carece de um clima de época e mistura gírias antigas e atuais, revelando uma perspectiva moderna. A montagem de Stella Miranda é descrita como adequada ao tom leve e despretensioso do texto, com um ritmo ágil que torna o espetáculo dinâmico e divertido, sem maiores pretensões além do entretenimento.
Em 1998, dirige a peça Salém da Imaginação, de Antônio Bivar, e, no ano seguinte, um roteiro seu, Café Satie: Memórias de um Amnésico.  Após pesquisar a vida de Elza Soares, escreve Crioula, um show musical que retrata sua história de miséria e tragédia. O crítico do Jornal do Brasil aponta que os diálogos incluem gírias de várias décadas, mas a peça carece da atmosfera da cultura de Elza Soares. Embora algumas características pessoais da cantora sejam evidentes, a imagem de Elza está desfocada e sem o cenário apropriado, e as Elzas no palco pouco cantam, vestidas com referências visuais sofisticadas e no estilo de um show de boate dos anos 60. Em seguida, em 2000, Stella Miranda dirige Subversões 3 ½, com roteiro de Aloísio de Abreu, Luiz Salém e Márcia Cabrita.
Em 2001, volta aos palcos atuando em South American Way, musical de 2001 com texto de Miguel Falabella e Maria Carmem Barbosa, em que ela deu vida a Carmen Miranda, em parceria com Soraya Ravenle. Sua atuação foi sucesso de crítica e lhe rendeu os prêmios Shell e Governador do Estado de Melhor Atriz. A convite do ator e diretor Miguel Falabella, seu grande amigo e gestor da Rede Municipal de Teatro do Rio de Janeiro, Stella Miranda assumiu a Sala Baden Powell em março de 2003. Nos anos seguintes, dedicou-se à direção de diversos espetáculos, com destaque em O Pé da Árvore de Natal (2003), onde também encenou ao lado de Miguel Falabella, Vamos Brincar de Amor em Cabo Frio (2003), A Turma do Pererê (2004) e De Segunda (2004).
Em 2005, Stella regressou às novelas após nove anos, novamente a convite do autor Miguel Falabella. Integrou o elenco de A Lua me Disse interpretando a vilã "Adalgisa Goldoni", que junto com sua irmã "Adail" (Bia Nunnes), inferniza a vida da irmã mais velha "Ademilde" (Arlete Salles).  Sua personagem causou polêmica nas cenas em que humilhava a indígena "Jaci". Após avaliar as cenas em que a empregada indígena "Jaci", interpretada pela atriz Bumba, era constantemente humilhada pelas personagens de Stella Miranda e Bia Nunnes, o Ministério Público Federal vetou este tipo de comportamento na novela, considerando que as cenas eram "constrangedoras ou degradantes" e classificando como racismo.

### 2006—15: Reconhecimento e consagração artística
Em 2006, interpreta Carlota Joaquina no espetáculo Império, de Miguel Falabella, que remonta a história do Brasil Imperial, trabalho esse que lhe rendeu indicação ao Prêmio Shell. Nesse mesmo ano, Miranda apareceu em diversas participações em seriados na televisão, incluindo Minha Nada Mole Vida e A Diarista. Entre 2007 e 2009, deu vida à personagem mais marcante e popular de sua carreira, a síndica do condomínio Jambalaya, "Dona Álvara", do sitcom Toma Lá, Dá Cá. "Álvara" é a síndica tirânica e cruel do prédio, que aterroriza os moradores e usa sua posição para seus próprios interesses. Ela se especializa em atormentar "Mário Jorge" (Miguel Falabella), "Celinha" (Adriana Esteves), "Rita" (Marisa Orth) e "Arnaldo" (Diogo Vilela), criando taxas extras para extorquir dinheiro dos residentes. Além de síndica, é a presidente do condomínio. Casada com "Ladir Miranda" (Ítalo Rossi), ambos frequentemente tentam seduzir "Mário Jorge" e "Arnaldo", apesar de serem casados.
Em 2007, dirige a peça A Mulher Invisível, com roteiro de Maria Carmem Barbosa e atuação de Zezeh Barbosa. No ano seguinte, participou do filme de comédia Polaróides Urbanas, de Miguel Falabella, e com ele também escreveu e dirigiu a peça Miranda por Miranda, que a tem como protagonista. Escreveu, produziu e protagonizou a peça Caidaça (2008), comédia musical sobre uma cantora decadente em que ela vive uma personagem explosiva.
Com o fim das gravações de Toma Lá Dá Cá, em 2009, que lhe rendeu a indicação de Melhor Atriz de Programa Humorístico no Prêmio Qualidade Brasil por três anos consecutivos, voltou a participar de outras produções na televisão. Stella apareceu no episódio "O Filme Americano" do seriado A Vida Alheia, escrito por Miguel Falabella, que trata do cotidiano da redação de uma revista semanal dedicada a cobrir a vida das celebridades. Ela também foi escalada para uma participação especial na novela Ti Ti Ti (2010), de Maria Adelaide Amaral, como "Madame Latifa", uma cliente do estilista "Jacques Leclair" (Alexandre Borges). Em 2011, protagoniza a peça Sete por Dois, um musical escrito e estrelado por ela e Tim Rescala. O espetáculo apresenta um repertório eclético de sete compositores: Tom Waits, Alberto Nepomuceno, Leo Mashlia, Zé Maria de Abreu, Eric Satie, Tom Zé e Hanns Eisler. A seleção inclui canções pouco conhecidas, mas que destacam o melhor da produção musical desses artistas.
Em 2011, ainda, retorna às novelas em Aquele Beijo, de Miguel Falabella, interpretando a divertida "Locanda Barbosa". Na trama, sua personagem é casada com "Felizardo", papel de Diogo Vilela, e juntos comandam a confecção Shunel. Ela, apesar de cômica, é uma mulher tirana e que trata mal seus funcionários. Seu sonho é ascender socialmente, mas ela não tem um gosto refinado, sendo fã de "Maruschka Lemos de Sá" (Marília Pêra). Em 2013, destacou-se no musical A Madrinha Embriagada, recebendo elogios da crítica por seu desempenho cômico. Apareceu ainda em participações nas séries Pé na Cova (2013), no episódio "O Céu Que Nos Espera", e As Canalhas (2014), no episódio "Soraya".

### 2016—presente: Projetos recentes
Em 2016, integra o elenco principal da série Terminadores, da BandTV, que se ambienta em uma agência especializadas em realizar términos de relacionamentos, onde ela interpreta a irônica secretária "Ruth". No cinema, esteve nos filmes de comédia Mulheres no Poder (2016), uma sátira política com Dira Paes no papel de uma senadora corrupta, onde Stella interpreta uma ministra, e Duas de Mim (2017), estrelado por Thalita Carauta, onde a atriz surge no papel de uma doceira mágica que concede um pedido à protagonista. No ano seguinte, grava uma participação especial na novela Carinha de Anjo (2017), do SBT, como a milionária "Noêmia", que surge na trama como uma investidora na cidade em que se ambienta a trama.
Em 2018, retorna à TV Globo para o elenco da série Brasil a Bordo, retomando parceria com Miguel Falabella nesta série, no papel da despachante "Almira".  Neste ano, também é escalada para o elenco da novela Deus Salve o Rei, de Daniel Adjafre, fazendo uma participação como "Gertrudes", a Rainha de Alfambres. Ela é casada com o rei "Heitor" (Arnaldo Marques) e despreza a protagonista "Amália" durante uma visita a Montemor, reino fictício da novela.
Em 2019, interpreta "Mary Tyler" no seriado Eu, a Vó e a Boi, do Globoplay, como uma personagem excêntrica que tem uma história polêmica: ela tem 70 anos e se envolve com um adolescente de 16 anos. Neste ano, em 2019, também aparece como Dercy Gonçalves na cinebiografia Hebe: A Estrela do Brasil, que traz Andréa Beltrão como a icônica Hebe Camargo. No ano seguinte, reprisa o papel na minissérie Hebe (2020), do Globoplay, uma adaptação do filme. Em 2020, protagoniza a minissérie independente Stella Models. A trama acompanha a rotina da agência de prostituição "Stella Models", centrando-se na história de sua fundadora, "Hermínia Maria" (personagem de Stella). Conhecida em Copacabana nos anos 90, a ex-prostituta busca fazer um grande retorno ao Rio de Janeiro com a nova agência.
Em 2022, faz uma participação especial como "Kássia", uma apresentadora de televisão, na série As Seguidoras, do Paramount+, cuja trama segue uma influenciadora digital que se torna uma assassina. Também esteve no elenco da primeira temporada da série Rensga Hits!, do Globoplay, que explora o mundo sertanejo de Goiânia, no papel de "Maria Alvina", tia da protagonista. Ainda em 2022, retornou às novelas em Poliana Moça, no SBT, como "Valdinéia". Em 2021, atuou no filme de comédia Carnaval, da Netflix, e colaborou no roteiro do filme de comédia Quem Vai Ficar com Mário?, de dirigido por Hsu Chien.
Em 2023, volta aos palcos estrelando o musical Funny Girl no papel de "Rose Brice", espetáculo da Broadway adaptado para o teatro brasileiro. Após um tempo fora dos palcos, ela retorna em um grande projeto interpretando uma mãe judia bem humorada, dividindo palco ainda com Giulia Nadruz e Eriberto Leão. Em 2024, volta à televisão no seriado Os Parças, do Globoplay, estrelada por Tom Cavalcante, Whindersson Nunes, Tirullipa e Bruno de Luca, em uma adaptação do sucesso cinematográfico homônimo que traz os protagonistas em um reecontro. Gravou a segunda e a terceira temporada de Rensga Hits! em 2024 e também foi escalada para participações especiais no seriado No Corre, no Multishow.

## Vida pessoal
Stella tem uma filha, Nicola, que optou por não seguir a carreira artística da mãe e se tornou médica psiquiatra. Nicola é fruto do casamento de Stella com Diduche Worcman. Na época do casamento, Diduche já tinha um filho, Tiago Worcman, que atualmente é casado com Carolina Dieckmann.

## Teatro
| Ano     | Título                                          | Personagem                  | Nota(s)                       |
| ------- | ----------------------------------------------- | --------------------------- | ----------------------------- |
| 1978    | O Triste Fim de Policarpo Quaresma              |                             |                               |
| 1978    | Mistério Bufo                                   |                             |                               |
| 1979    | A Ópera do Malandro                             |                             |                               |
| 1980    | As Mil e Uma Encarnações de Pompeu Loredo       |                             |                               |
| 1982    | As Bodas de Felissa                             | Felissa                     | Também como autora e diretora |
| 1983    | Galvez, o Imperador do Acre                     |                             |                               |
| 1983    | O Analista de Bagé                              |                             |                               |
| 1985    | Bel Prazer                                      | Bel                         | Também como autora e diretora |
| 1987    | Uma Noite Com Stella Miranda e Miguel Falabella | Stella Miranda              |                               |
| 1988    | Qualquer Nota                                   |                             | Como autora                   |
| 1989    | Caidaça na Fossa                                | Tom Waits                   | Também como autora e diretora |
| 1990    | ARN                                             |                             | Como autora e diretora        |
| 1993    | ARN 2                                           |                             | Trilha sonora                 |
| 1995    | Subversões 3 - Unplugged                        |                             | Como diretora                 |
| 1996    | Metralha                                        |                             | Como autora e diretora        |
| 1998    | Salém da Imaginação                             |                             | Como diretora                 |
| 1999    | Café Satie: Memórias de um Amnésico             |                             | Como diretora                 |
| 2000    | Crioula                                         |                             | Como autora e diretora        |
| 2000    | Subversões 3 ½                                  |                             | Como diretora                 |
| 2001    | South American Way                              | Carmem Miranda              |                               |
| 2003    | O Pé da Árvore de Natal                         |                             | Também como diretora          |
| 2003    | Vamos Brincar de Amor em Cabo Frio              |                             | Também como diretora          |
| 2003    | Subversões Remix                                |                             | Também como diretora          |
| 2003    | Subversões Social Clubber                       |                             | Também como diretora          |
| 2004    | A Turma do Pererê                               |                             | Também como diretora          |
| 2004    | De Segunda                                      |                             | Também como diretora          |
| 2006–07 | Império                                         | Carlota Joaquina de Bourbon |                               |
| 2006    | As Alegres Comadres                             |                             | Como diretora                 |
| 2007    | A Mulher Invisível                              |                             | Como diretora                 |
| 2008    | Übber                                           |                             | Como diretora                 |
| 2008    | Miranda por Miranda                             | Várias personagens          |                               |
| 2008    | Caidaça                                         | Jesca Azurita               |                               |
| 2011    | Sete por Dois                                   | Ela mesma                   |                               |
| 2012    | Suversões 2.1                                   | Várias personagens          | Também como diretora          |
| 2012    | Gozados                                         | Várias personagens          | Também como diretora          |
| 2013    | A Madrinha Embriagada                           | Madrinha Embriagada         |                               |
| 2015    | Miranda Por Miranda                             | Várias personagens          |                               |
| 2023    | Funny Girl – A Garota Genial                    | Rose Brice                  |                               |

## Filmografia

### Televisão
| Ano     | Título                | Papel                             | Nota(s)                                |
| ------- | --------------------- | --------------------------------- | -------------------------------------- |
| 1987    | Direito de Amar       | Mignon / Fric Fric de La Fontaine |                                        |
| 1988    | Grupo Escolacho       | Darlene                           | Especial de fim de ano                 |
| 1989    | Kananga do Japão      | Carmem Miranda                    |                                        |
| 1990    | Delegacia de Mulheres | Paula Pinto                       |                                        |
| 1995    | Você Decide           | —                                 | Episódio: "A Barbada do Além"          |
| 1996    | Salsa e Merengue      | Maria do Socorro                  |                                        |
| 2005    | A Lua me Disse        | Adalgisa Goldone                  |                                        |
| 2006    | Minha Nada Mole Vida  | Drª. Lucy Gandolfe                | Episódio: "Piada de Português"         |
| 2006    | Sob Nova Direção      | Elza Neves                        | Episódio: "Dá Um Tempo, Garota!"       |
| 2006    | A Diarista            | Patroa mão de vaca                | Episódio: "Aquele da Perseguição"      |
| 2007    | A Diarista            | Marininha                         | Episódio: "Teu Cabelo Não Nega"        |
| 2007–09 | Toma Lá, Dá Cá        | Álvara Miranda                    |                                        |
| 2010    | A Vida Alheia         | Moema Miranda                     | Episódio: "O Filme Americano"          |
| 2010    | Zorra Total           | Carlota Joaquina                  | Episódio: "3 de julho"                 |
| 2010    | Ti Ti Ti              | Madame Latifa                     | Episódio: "2 de dezembro"              |
| 2011    | Aquele Beijo          | Locanda Barbosa                   |                                        |
| 2013    | Pé na Cova            | Jandira                           | Episódio: "O Céu Que Nos Espera"       |
| 2013    | Uma Rua Sem Vergonha  | Dona Matilde                      | Episódio: "Miss Prado Júnior"          |
| 2014    | As Canalhas           | Inês                              | Episódio: "Soraya"                     |
| 2016    | Terminadores          | Ruth                              |                                        |
| 2017    | Carinha de Anjo       | Noêmia Medeiros                   | Episódios: "19 de julho–13 de outubro" |
| 2018    | Brasil a Bordo        | Almira Catapreta                  |                                        |
| 2018    | Deus Salve o Rei      | Gertrudes, Rainha de Alfambres    | Episódios: "2–27 de junho"             |
| 2019    | Eu, a Vó e a Boi      | Mary Tyler da Cunha               |                                        |
| 2020    | Hebe                  | Dercy Gonçalves                   | Episódio: "1"                          |
| 2020    | Stella Models         | Herminia/ Stella                  |                                        |
| 2022    | As Seguidoras         | Kassia                            |                                        |
| 2022–23 | Poliana Moça          | Valdinéia                         |                                        |
| 2022–25 | Rensga Hits!          | Maria Alvina Medeiros             |                                        |
| 2024    | Os Parças - A Série   | Dona Selma Cavalcante             |                                        |
| 2024    | O Som e a Sílaba      | Lady Thompson                     | [ 39 ]                                 |
| 2025    | Falas Femininas       | Nísia Floresta                    |                                        |
| 2025    | Garota do Momento     | Talía Taturana                    | Episódios: "19–24 de maio"             |

### Cinema
| Ano  | Título                    | Personagem             | Notas           |
| ---- | ------------------------- | ---------------------- | --------------- |
| 1982 | Um Casal de 3             | Té                     |                 |
| 1983 | No Mundo da Lua           | Srª. Menezes           | Curta-metragem  |
| 2008 | A Neurose de Júlia        | Júlia                  |                 |
| 2008 | Polaróides Urbanas        | Dulce                  |                 |
| 2013 | Mulheres Luminosas        | Gilka Machado          |                 |
| 2015 | Linda de Morrer           | Gilda Bayão            |                 |
| 2015 | Qualquer Gato Vira-Lata 2 | Gláucia                |                 |
| 2016 | Mulheres no Poder         | Ministra Ivone Feitosa |                 |
| 2017 | Duas de Mim               | Doceira Mágica         |                 |
| 2019 | Hebe: A Estrela do Brasil | Dercy Gonçalves        |                 |
| 2021 | Carnaval                  | Selene                 |                 |
| 2021 | Quem Vai Ficar com Mário? | —                      | como roteirista |
| 2023 | O Primeiro Natal do Mundo | Dona Paula             |                 |

## Prêmios e indicações
| Ano  | Associações                       | Categoria                                   | Nomeações                    | Resultado | Ref.   |
| ---- | --------------------------------- | ------------------------------------------- | ---------------------------- | --------- | ------ |
| 1997 | Prêmio Globo de Melhores do Ano   | Melhor Atriz Coadjuvante                    | Salsa e Merengue             | Venceu    |        |
| 2001 | Prêmio Shell                      | Melhor Atriz                                | South American Way           | Venceu    |        |
| 2001 | Prêmio Governador do Estado       | Melhor Atriz em Peça de Teatro              | South American Way           | Venceu    |        |
| 2001 | Prêmio Quality de Teatro Nacional | Melhor Atriz                                | South American Way           | Venceu    |        |
| 2005 | Prêmio Qualidade Brasil           | Televisão: Melhor Atriz Coadjuvante - RJ    | A Lua me Disse               | Indicada  |        |
| 2005 | Prêmio Qualidade Brasil           | Televisão: Melhor Atriz Coadjuvante - SP    | A Lua me Disse               | Indicada  |        |
| 2006 | Prêmio Shell                      | Melhor Atriz                                | Império                      | Indicada  | [ 44 ] |
| 2007 | Prêmio Qualidade Brasil           | Televisão: Melhor Atriz de Humorístico      | Toma Lá, Dá Cá               | Indicada  |        |
| 2008 | Prêmio Qualidade Brasil           | Televisão: Melhor Atriz de Humorístico      | Toma Lá, Dá Cá               | Indicada  |        |
| 2009 | Prêmio Qualidade Brasil           | Televisão: Melhor Atriz de Humorístico      | Toma Lá, Dá Cá               | Indicada  |        |
| 2012 | Troféu Top of Business            | Destaque do Ano — Melhor Atriz em Televisão | Aquele Beijo                 | Venceu    | [ 45 ] |
| 2015 | Prêmio Reverência de Teatro       | Melhor Atriz Coadjuvante                    | A Madrinha Embriagada        | Indicada  | [ 46 ] |
| 2019 | Prêmio APTR de Teatro             | Melhor Atriz Coadjuvante                    | O Frenético Dancin Days      | Venceu    | [ 47 ] |
| 2023 | Prêmio Destaque Imprensa Digital  | Melhor Atriz Coadjuvante                    | Funny Girl – A Garota Genial | Indicada  | [ 48 ] |

## Ligações Externas
- Stella Miranda. no IMDb.